# Sejm walny I Rzeczypospolitej
Zasugerowano, aby zintegrować ten artykuł z artykułem Sejm Korony Królestwa Polskiego (dyskusja). Nie opisano powodu propozycji integracji.

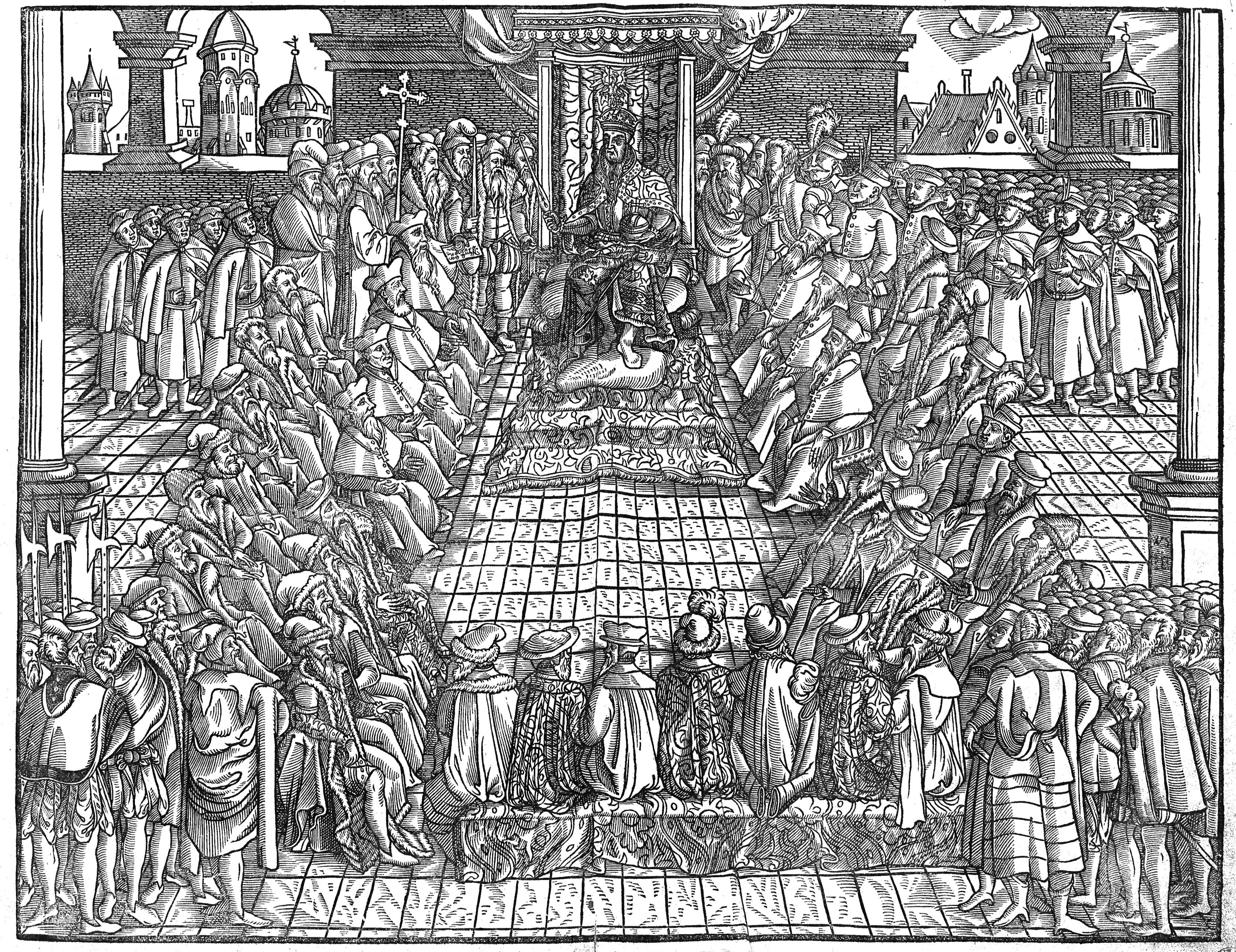
Sejm koronny za panowania Zygmunta II Augusta, grafika z dzieła Jana Herburta Statuta y Przywileie Koronne z 1570 roku

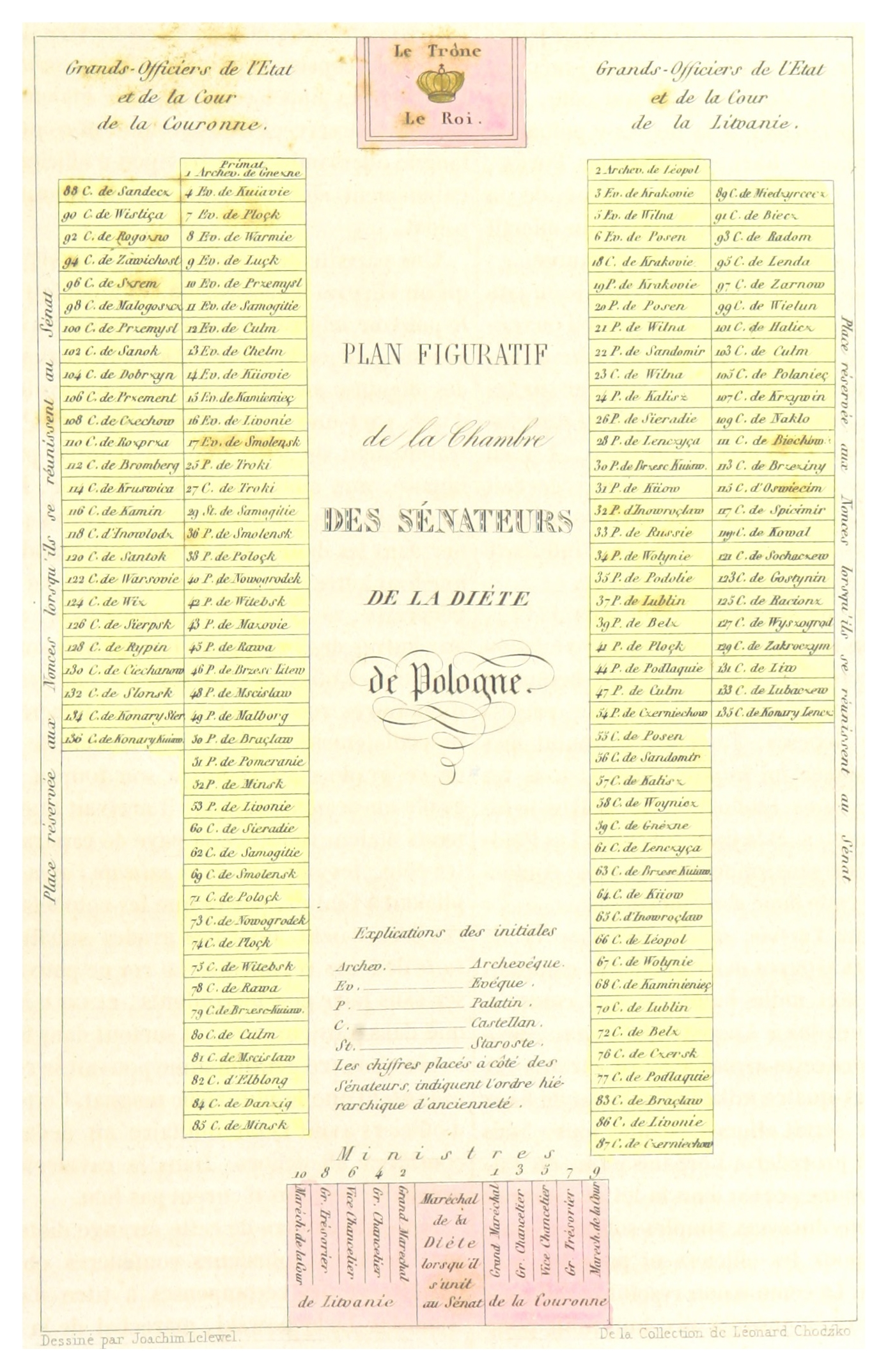
Plan izby senatorskiej z zaznaczonymi miejscami zasiadania senatorów i ministrów, ilustracja z La Pologne historique, littéraire, monumentale et illustrée Leonarda Chodźki z 1839 roku

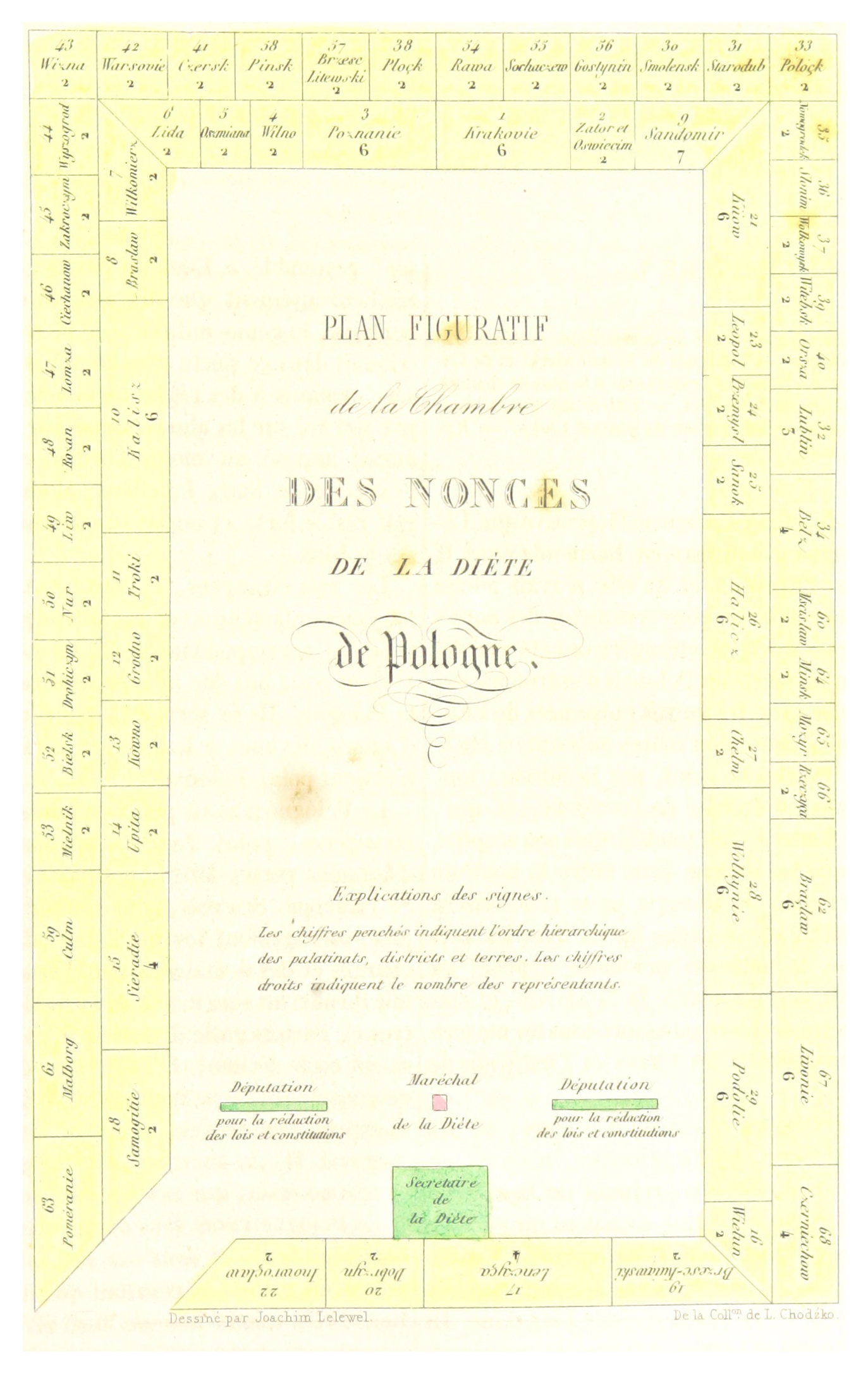
Plan izby poselskiej z zaznaczonymi miejscami zasiadania posłów województw i ziem, ilustracja z La Pologne historique, littéraire, monumentale et illustrée Leonarda Chodźki z 1839 roku

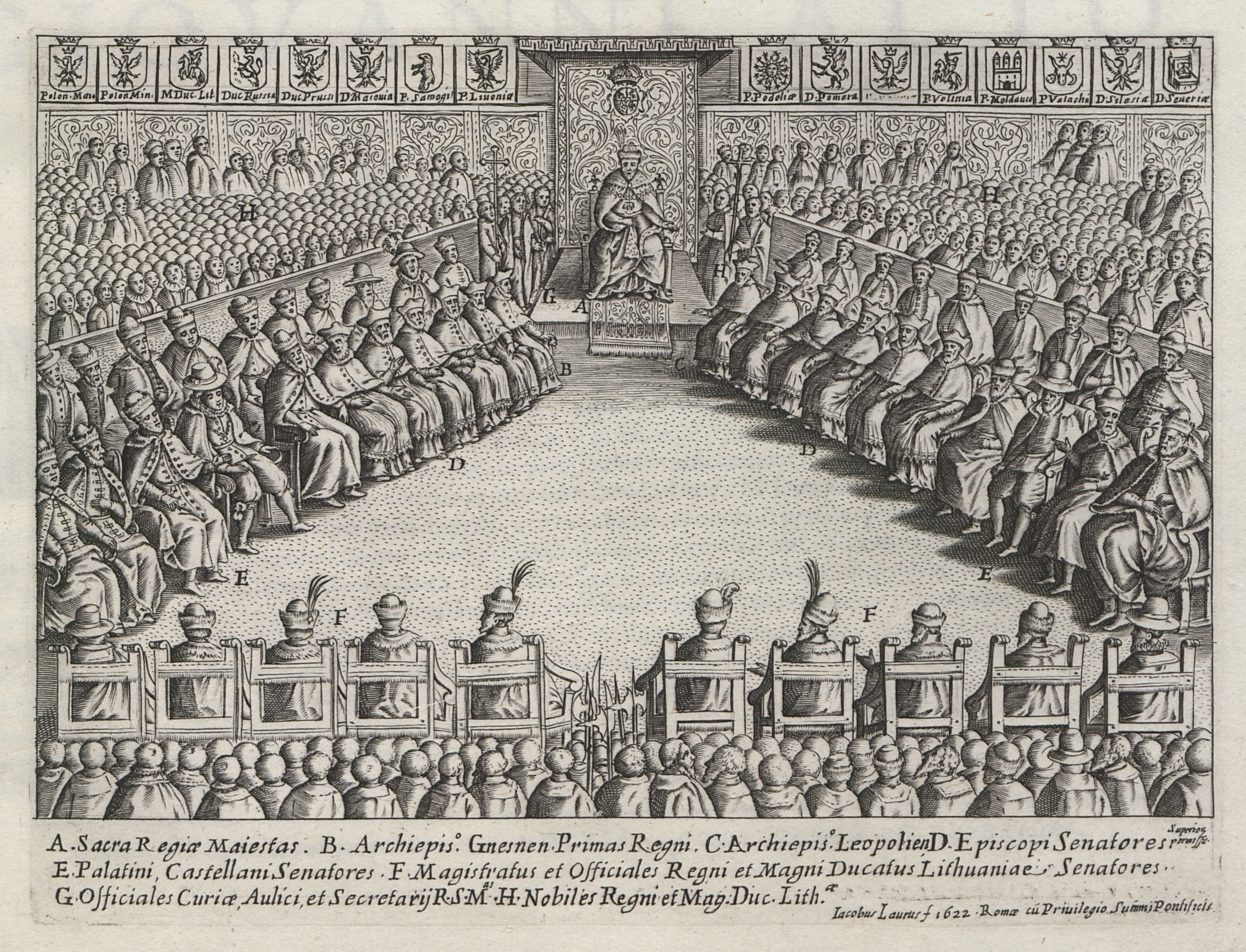
Polski sejm za panowania Zygmunta III Wazy

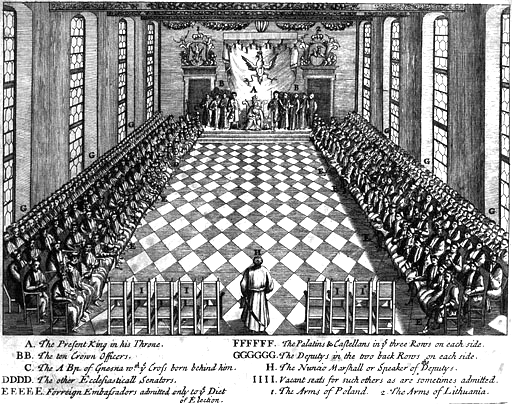
Połączone Senat i Izba Poselska podczas sejmu koronacyjnego w 1698 roku

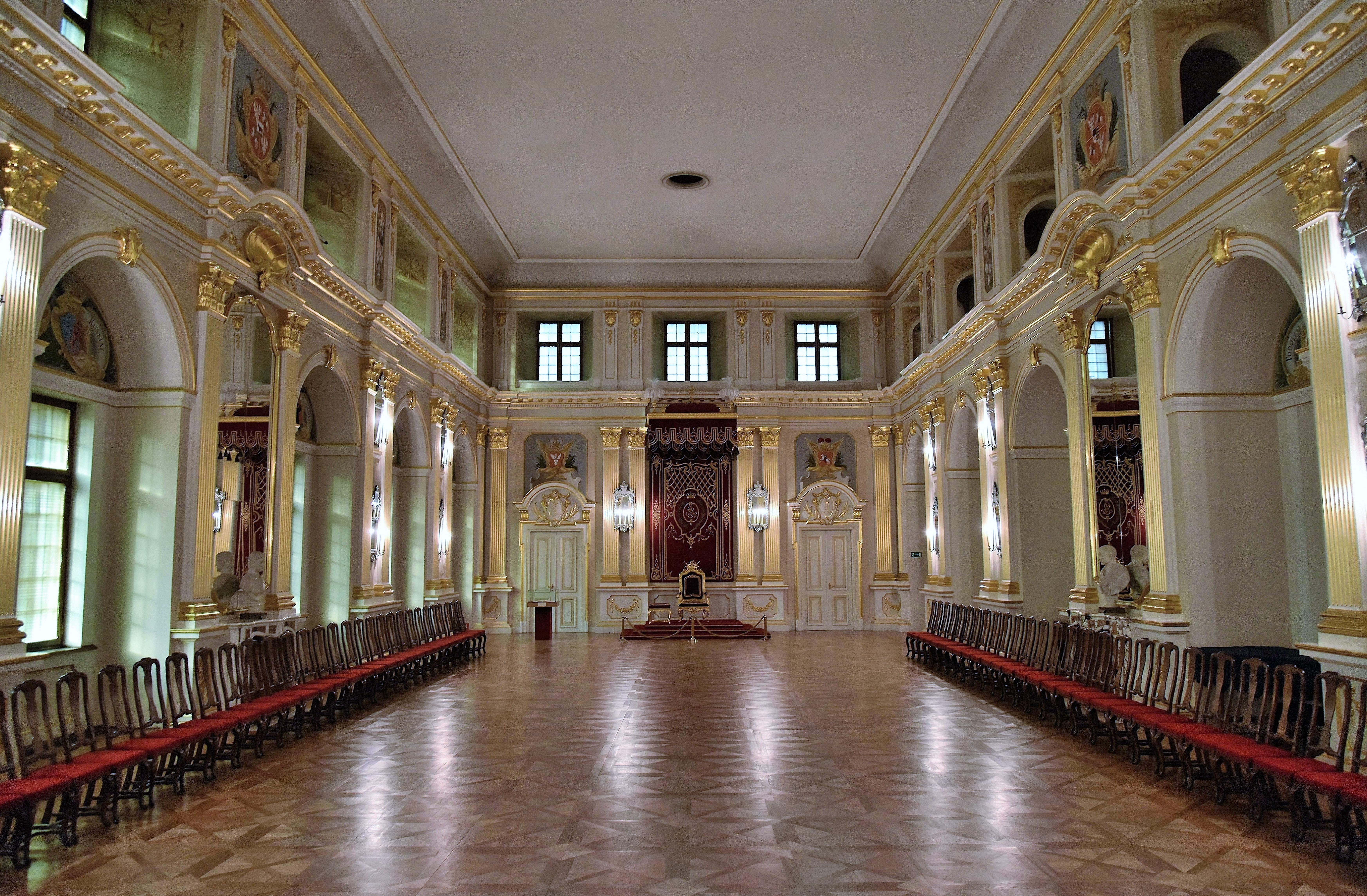
Sala Senatorska, miejsce obrad połączonych stanów na Zamku Królewskim w Warszawie

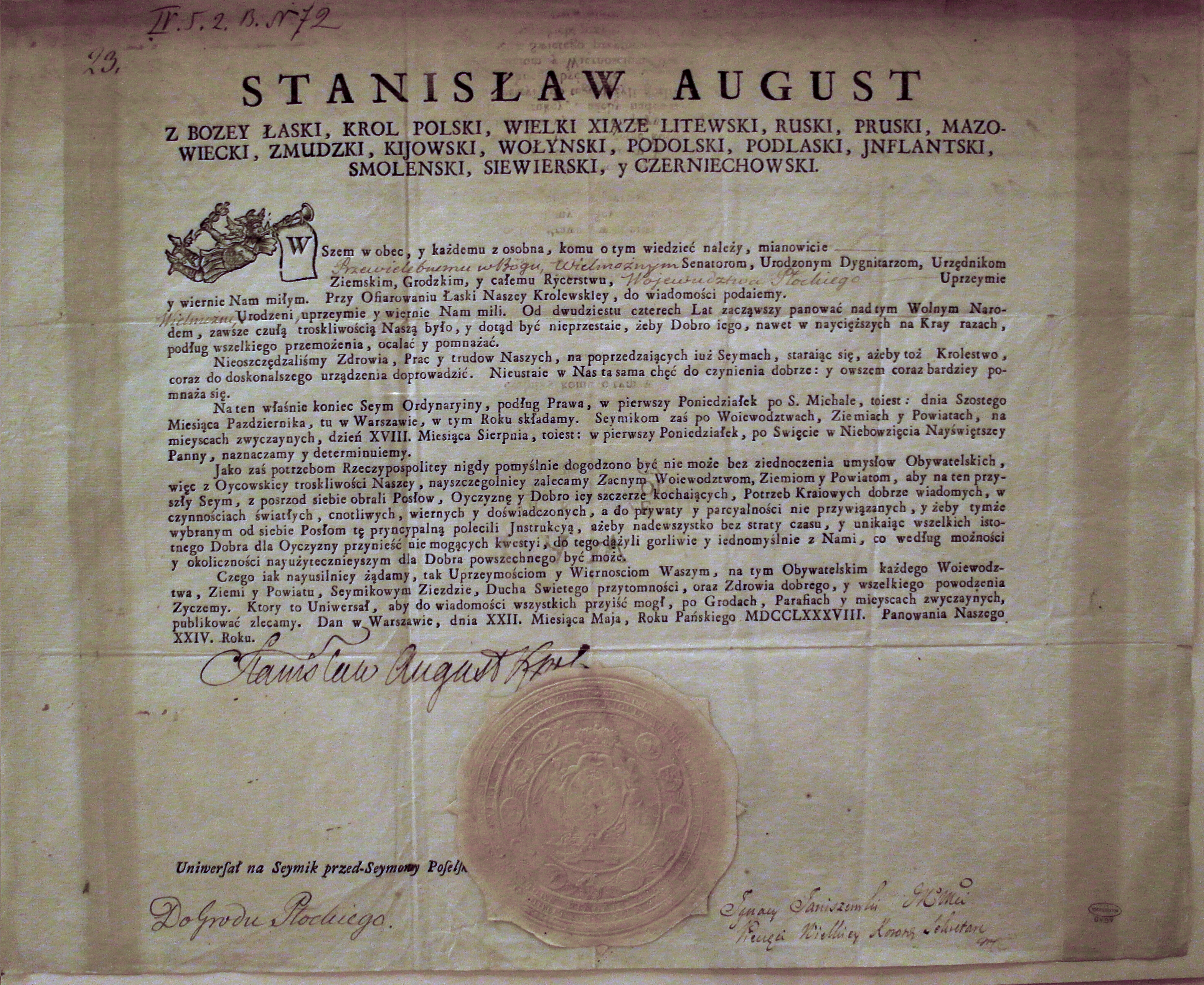
Uniwersał króla Stanisława Augusta Poniatowskiego zwołujący Sejm do Warszawy na 6 listopada 1788 roku i wyznaczający termin sejmików przedsejmowych na 18 sierpnia 1788 roku

Sejm walny (łac. comitia generalia) – nazwa parlamentu Korony Królestwa Polskiego, a od 1569 roku Rzeczypospolitej Obojga Narodów. Było to zgromadzenie decydujące o ważnych sprawach w państwie. Sejm walny składał się z dwóch izb: Senatu i Izby Poselskiej oraz z trzech stanów sejmujących: króla, posłów i senatorów.

## Geneza
Sejm walny Królestwa Polskiego po raz pierwszy pojawił się w latach 1382–1386, gdy na ogólnopolskie zjazdy urzędnicze zaczęła przybywać szlachta i przedstawiciele miast. 2 lutego 1386 roku na jednym z pierwszych sejmów walnych w Lublinie Jagiełło został wybrany królem Polski. Pierwszym sejmem  walnym  Królestwa Polskiego z udziałem posłów wybranych na sejmikach ziemskich był sejm w Piotrkowie w 1468 roku.
W skład sejmu wchodzili członkowie rady królewskiej (odgrywający największą rolę), niżsi urzędnicy ziemscy (pełniący rolę nieformalnych reprezentantów swych ziem) szlachta przybywająca na sejm, a niepełniąca żadnych urzędów, oraz przedstawiciele miast. Były to tak zwane 3 stany sejmujące: król, senat, izba poselska. Izba Senatorska reprezentowała stan senatorski, Izba Poselska stan rycerski.
Do czasu zawarcia unii lubelskiej w 1569 i utworzenia wspólnego sejmu Korony i Wielkiego Księstwa Litewskiego jego sesje odbywały się w Piotrkowie, Krakowie, Toruniu, Bydgoszczy, Radomiu, Sandomierzu (sejmik generalny przy osobie króla), Lublinie, Parczewie i w Warszawie.
Od 1573 sejm zwyczajny zwoływany był przez monarchę raz na dwa lata. Wymóg ten sformułowano w punkcie 9 Artykułów Henrykowskich. Po Unii Lubelskiej, od 1570 r. sesje odbywały się w Warszawie i (jak postanowiono na sejmie pacyfikacyjnym warszawskim w 1673) co trzecia w Grodnie (tzw. sejm grodzieński), sporadycznie miejscem obrad był też Toruń (1576 i 1626), Brześć Litewski (1653) czy Lublin (1703). Alternata grodzieńska pomijała jednak sejmy nadzwyczajne, a poza tym konwokacyjne i elekcyjne (w Warszawie) oraz koronacyjne (w Krakowie).
Bez zgody sejmu jako reprezentanta szlachty, król nie mógł nałożyć nowych podatków. Jednak monarcha zwoływał sejm i zasięgał jego rady nie tylko z „fiskalnych” względów. Sejm był organem ustawodawczym, co potwierdziła konstytucja z 1505.
Król mógł zamiast sejmu walnego zwołać sejmy prowincjonalne, o takich samych kompetencjach jak sejm walny i uzyskiwać zatwierdzenie dla swych propozycji na każdym z osobna. Mógł też przedstawiać swoje propozycje bezpośrednio sejmikom ziemskim i od nich uzyskać zatwierdzenie dla swych propozycji. Taka sytuacja określana jest jako alternatywność sejmu walnego, sejmów prowincjonalnych i sejmików ziemskich. Utrzymała się do końca XV wieku.
Po wydaniu przywilejów dla szlachty w 1454 roku wzrosła rola sejmików ziemskich.
Szlachta zamiast zjeżdżać na sejmy walne zaczęła wysyłać swych przedstawicieli wybieranych na sejmikach. Doprowadziło to do wyłonienia się na sejmie piotrkowskim w 1493 roku osobnej izby sejmowej, będącej reprezentacją szlachty wybraną na sejmikach ziemskich – Izby Poselskiej.

## Stany sejmujące
Na początku XVI wieku przedstawiciele sejmików ziemskich utworzyli izbę poselską, zaś rada królewska przeistoczyła się w senat.
W tym czasie nastąpiła również inna zmiana o dużym znaczeniu – król stał się trzecim, obok izby poselskiej i senatu, stanem sejmującym, co wyraźnie świadczyło o zmniejszającej się roli monarchy w państwie.
Na początku XVI wieku ostatecznie określił się skład senatu i izby poselskiej.
Większe zmiany nastąpiły po zawarciu unii lubelskiej.
I tak w skład izby poselskiej wchodzili: posłowie od sejmików ziemskich w liczbie ok. 170 w tym 48 z Wielkiego Księstwa, oraz przedstawiciele miast, posiadających prawa szlacheckie (Kraków i Wilno, później także Lublin, Lwów, Toruń, Gdańsk i Kamieniec Podolski), którzy nie mieli jednak prawa głosu. Miasta zwykle jednak nie korzystały z prawa wysyłania posłów na sejm, a jeśli wysłannicy przybywali, co było regułą w wypadku posłów krakowskich, to pozostawali poza izbą poselską, by nie narazić się na usunięcie przez szlachtę.
Skład senatu przedstawiono w osobnym artykule.

## Organizacja i funkcjonowanie

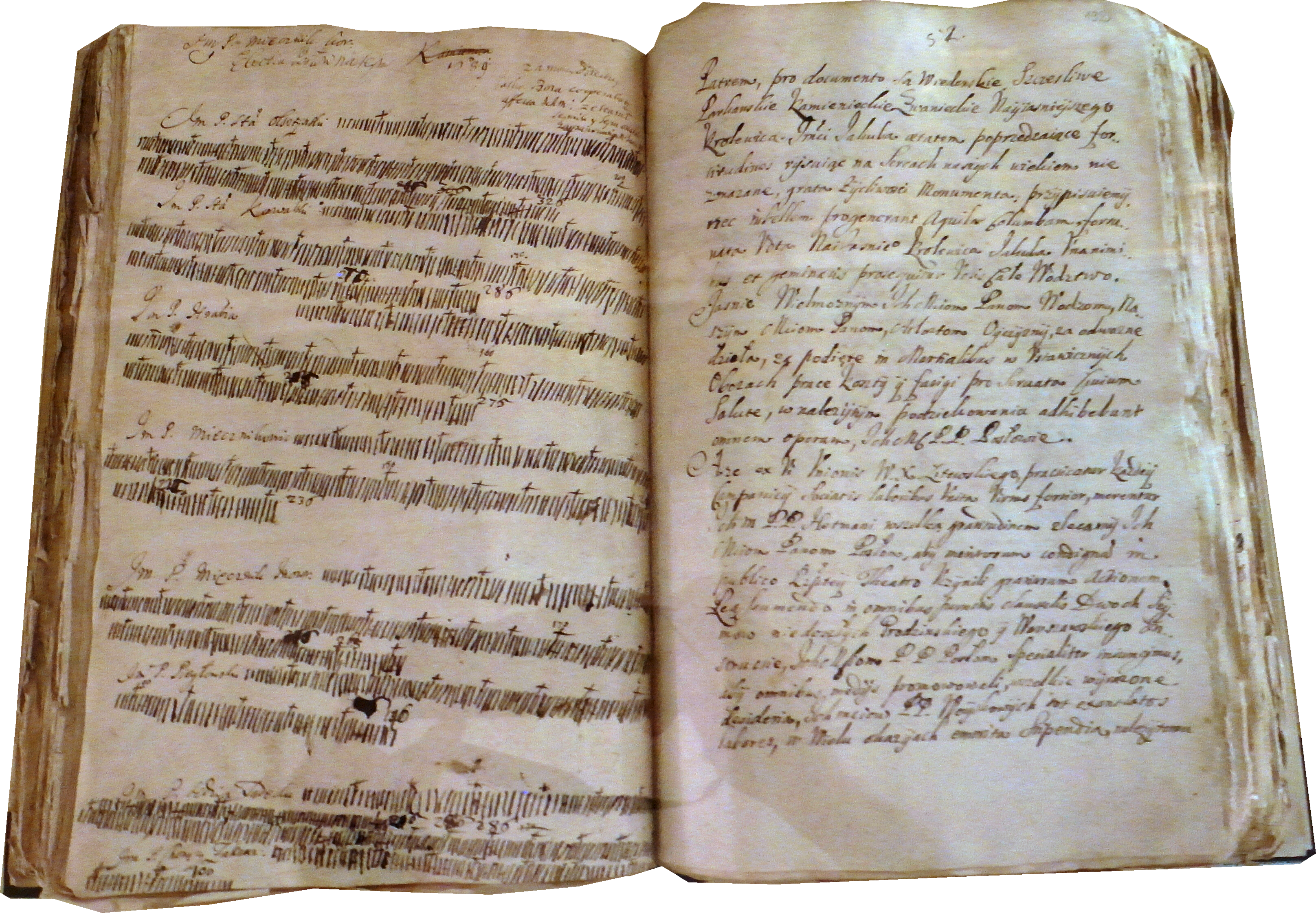
Zapis głosowania (tzw. kreskowanie) na posłów na sejmiku przedsejmowym w Proszowicach 5 grudnia 1689 roku, głosowanie miało charakter jawny, z 10 kandydatów wybrano 6

Zwoływanie sejmu walnego poprzedzone było ekspedycją tzw. listów sejmowych (litterae conventuales). Były to królewskie listy do Panów Rady (ad maiores consiliarios, senatores) i „młodszych” (iuniores), uniwersały pisane do ogółu szlachty (litterae universales) oraz mandaty do starostów i legatów królewskich na sejmiki. W uniwersałach władca wzywał rycerstwo do udziału w sejmikach i wyboru posłów z pełną mocą stanowienia (cum plena potestate).
Dopiero w artykułach henrykowskich sprecyzowano na piśmie zasady działania Sejmu. Sejm musiał być zwoływany co dwa lata, na trwającą do sześciu tygodni sesję zwyczajną (z łac. ordynaryjną).
W razie potrzeby król po zasięgnięciu rady senatorów mógł zwołać sesję fakultatywną, nie czekając na upłynięcie dwóch lat od ostatniego sejmu.
W 1598 roku wydano konstytucję sejmową, na mocy której król miał możliwość zwołania sejmu nadzwyczajnego – trwającego dwa tygodnie, o uproszczonych procedurach, którego przedmiotem obrad były jedynie sprawy wojskowe oraz podatki.
W razie potrzeby obrady sejmu mogły być za zgodą wszystkich posłów zawieszone (limita) lub przedłużone (prolongata sejmu).
Król zwoływał sejm uniwersałami, rozsyłanymi do właściwych grodów – miejsc obrad sejmików, ogłaszanymi przez woźnych na rynkach. Zwołanie sejmu poprzedzane było przez posiedzenia sejmików na których wybierano posłów i uchwalano instrukcje, ustosunkowujące się do uniwersału (król w uniwersałach oznaczał termin sejmików oraz sejmu, określał też temat obrad). Sejmiki odbywały się na 6 tygodni przed sejmem zwyczajnym i na 3 tygodnie przed nadzwyczajnym.
Sejm miał obradować w Warszawie, a w 1673 postanowiono, że co trzeci będzie zbierał się w Grodnie (Sejm grodzieński).
Na Sejmie walnym obowiązywała zasada jednomyślności. Głosowanie większością głosów zachowano jedynie dla wyboru marszałka Sejmu i sprawdzania ważności mandatów poselskich (tzw. rugi poselskie).
Akty prawne wydawane przez Sejm nazywane były konstytucjami. Konstytucje stanowione były przez Izbę Poselską. Następnie marszałek Sejmu czytał je w Senacie w obecności króla i ogłaszał w jego imieniu. Od 1543 pisano je w języku polskim. 
Głosowanie w izbie poselskiej od samego początku opierało się na zasadzie jednomyślności. Jednakże w XVI wieku starano się przekonywać opornych, by przyjęli postulowane rozwiązanie, a w ostateczności ignorowano sprzeciw, jeśli nie był zbyt liczny. Częstokroć wskutek tej zasady i przeciągających się dyskusji sejm po ustawowych sześciu tygodniach rozchodził się bez podjęcia uchwał. Brak zgody na dopuszczalne według prawa przedłużenie obrad Sejmu (prolongatę), oraz sprzeciw wobec jakiegoś projektu – liberum veto były często wykorzystywane przez stronnictwa magnackie dla prywatnych interesów i prowadziły, w ich interesie zresztą, do rozkładu instytucji Sejmu. 

Pod koniec XVI w. zaczęto ujmować całość uchwał danego sejmu jako całość (wpisywano wiele uchwał do jednej konstytucji danego sejmu). Stąd, wraz z ukształtowaniem się instytucji liberum veto, zerwanie Sejmu oznaczało unieważnienie wszystkich uchwalonych na nim konstytucji. Od drugiej połowy XVII w. zaczął się w I Rzeczypospolitej zastój legislacyjny. Konstytucje stały się coraz rzadsze i dotyczyły często spraw drobnych czy lokalnych. 

Próby zreformowania trybu obrad sejmowych podjęto na sejmie konwokacyjnym w 1764 oraz Sejmie Czteroletnim.

## Kompetencje
W kompetencjach Sejmu leżała: obrona praw i przywilejów, przestrzeganie prawa pospolitego, uchwalanie podatków i konstytucji, decyzje o wojnie, pokoju, liczebności wojska, wydatków i dochodów państwa, o wysłaniu poselstw, a także wetowanie decyzji króla, gdy zajdzie taka potrzeba.
W dobie wolnych elekcji sejm zbierał się także trzykrotnie w czasie każdego bezkrólewia, by wybrać nowego króla.
Kolejne sejmy nosiły nazwy: konwokacyjnego (na którym interrex, którym zawsze był prymas Polski,
wyznaczał termin następnego sejmu, zaś szlachta zawiązywała się w konfederację dla wyboru króla i strzeżenia porządku w państwie w okresie bezkrólewia), elekcyjnego (na którym dokonywano wyboru króla) oraz koronacyjnego (na którym koronowano króla).

## Niedochodzenie, zrywanie, limita sejmów

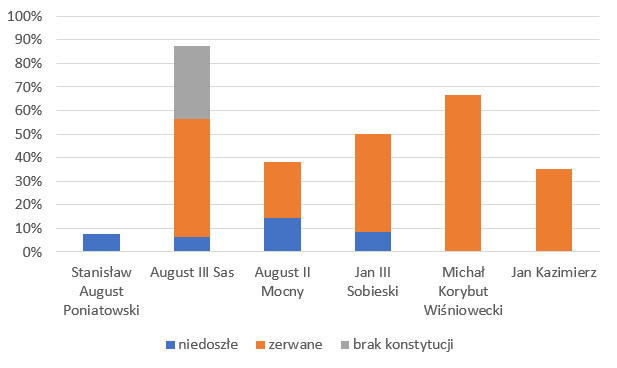
Statystyka niedoszłych sejmów walnych

Za panowania Jana Kazimierza, od roku 1652 na zwołanych 17 sejmów, 7 zostało zerwanych. Za Michała Korybuta Wiśniowieckiego na 6 sejmów zerwano 4. Za panowania Jana III Sobieskiego na 12 sejmów zerwano 6. W czasach panowania królów z dynastii saskiej 4 przewidziane prawem sejmy nie odbyły się w ogóle. Z pozostałych 35, które zdołały się zebrać, zerwanych zostało 15, 8 rozeszło się bez uchwalenia konstytucji, 4 limitowano, odbyło się jedynie 8 sejmów, które zakończyły się uchwaleniem konstytucji.
|                              | Liczba sejmów | Liczba  | Liczba           | Liczba    | Udział  | Udział           | Udział | Łącznie |
| Niedoszłe                    | Liczba sejmów | Zerwane | Brak konstytucji | Niedoszłe | Zerwane | Brak konstytucji |        | Łącznie |
| Jan Kazimierz                | 20            | 0       | 7                | 0         | 0%      | 35%              | 0%     | 35%     |
| Michał Korybut Wiśniowiecki  | 6             | 0       | 4                | 0         | 0%      | 67%              | 0%     | 67%     |
| Jan III Sobieski             | 12            | 1       | 5                | 0         | 8%      | 42%              | 0%     | 50%     |
| August II Mocny              | 21            | 3       | 5                | 0         | 14%     | 24%              | 0%     | 38%     |
| August III Sas               | 16            | 1       | 8                | 5         | 6%      | 50%              | 31%    | 88%     |
| Stanisław August Poniatowski | 13            | 1       | 0                | 0         | 8%      | 0%               | 0%     | 8%      |